# Adeclus
Adeclus är ett släkte av insekter. Adeclus ingår i familjen vårtbitare.
Kladogram enligt Catalogue of Life:
| Adeclus | \| \| Adeclus brevipennis \| \| \| \| \| \| Adeclus spiculatus \| \| \| \| |
|         | \| \| Adeclus brevipennis \| \| \| \| \| \| Adeclus spiculatus \| \| \| \| |
|         | Adeclus brevipennis                                                        |
|         |                                                                            |
|         | Adeclus spiculatus                                                         |
|         |                                                                            |